# Loch Morar

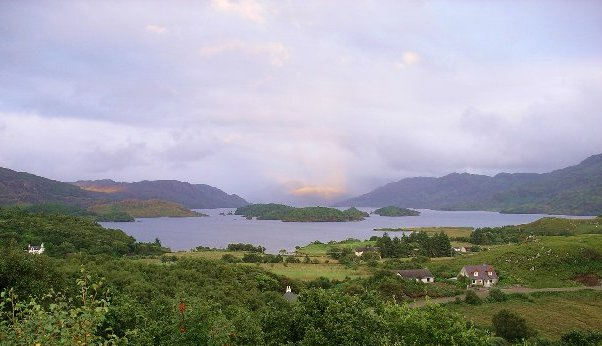
Loch Morar

Loch Morar (skotsk gaeliska: Loch Mhòrair) är en sjö i Highland, Skottland. Loch Morar är med sina drygt 310 meters djup Storbritanniens djupaste sjö[källa behövs]. Sjön har en yta på 26,7 kvadratkilometer och är 19 kilometer lång. I likhet med Loch Ness skall Loch Morar enligt sägnen hysa ett monster kallat Morag.